# جون ستيفنز (لاعب هوكي الجليد)
جون ستيفنز هو لاعب هوكي الجليد كندي، ولد في 4 مايو 1966 في كامبلتون ‏ في كندا.

## وصلات خارجية
- جون ستيفنز على موقع دوري الهوكي الوطني (الإنجليزية)
- جون ستيفنز على موقع قاعة مشاهير الهوكي (لاعب أن.إتش.أل) (الإنجليزية)
- جون ستيفنز على موقع EliteProspects.com (الإنجليزية)
- جون ستيفنز على موقع Eurohockey.com (الإنجليزية)
- جون ستيفنز على موقع HockeyDB.com (الإنجليزية)
- جون ستيفنز على موقع Hockey-Reference.com (الإنجليزية)